# Vectidraco
Vectidraco is een geslacht van uitgestorven pterosauriër, behorend tot de groep van de Pterodactyloidea, dat leefde tijdens het Vroeg-Krijt in het gebied van het huidige Engeland.

## Vondst en naamgeving
In november 2008 vond de vierjarige Daisy Morris, een plaatselijke amateurpaleontologe, bij de klip van Atherfield Point op de zuidwestkust van het eiland Wight wat botjes die uit een rots staken die onlangs van de klipwand gevallen was. Haar ouders verzamelden toen nauwkeurig alle resten die ze konden vinden in het puin aan de voet van de klipwand die korte tijd later verder door de golven geërodeerd zou worden. In april 2009 legden ze contact met een plaatselijke paleontoloog, Martin Simpson, die tot de conclusie kwam dat het een nog onbekende soort betrof. De ouders schonken de vondst uiteindelijk aan het Natural History Museum van Londen.

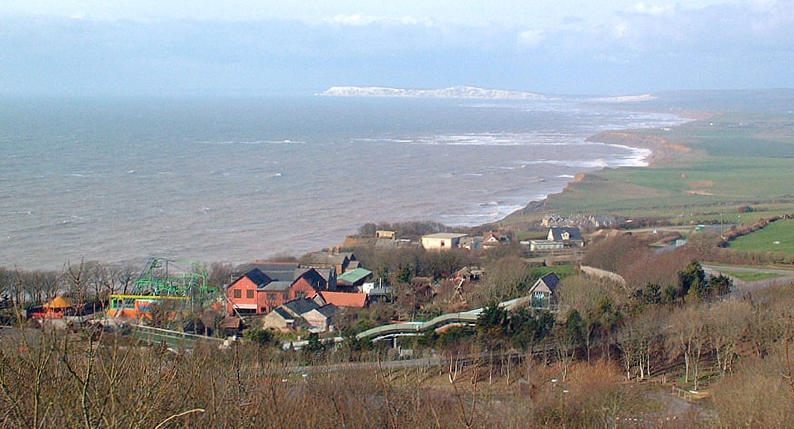
De zuidwestkust van Wight met rechts in het midden de bruine klip van Atherfield Point, hier vanuit het zuiden bezien, die de kleine Chale Bay en Brightstone Bay scheidt

In 2013 benoemden en beschreven Darren Naish, Simpson en Gareth Dyke de typesoort Vectidraco daisymorrisae. De geslachtsnaam combineert de Latijnse naam voor Wight, Vectis, met het Latijnse draco, 'draak'. De soortaanduiding eert de ontdekster.
Het holotype NHMUK PV R36621 is gevonden in de Chale Clay Member van de Atherfield Clay Formation van de Lower Greensand Group, een kleilaag, meer bepaald behorend tot de Deshayesites forbesi-zone, Deshayesites fittoni-subzone, die dateert uit het vroege Aptien, ongeveer 124 miljoen jaar oud. Het bestaat uit een linkerbekkenhelft, met daaraan verbonden de voorste drie sacrale wervels en de achterste ruggenwervel, en een rechterzitbeen van een jongvolwassen of volwassen individu. De prepubes ontbreken. Het specimen lag oorspronkelijk nog in verband maar brak in stukken tijdens het bergen.
In 2017 werd een gedetailleerde studie van het spierstelsel van het bekken gepubliceerd. In 2018 werden de zenuwkanalen van het heiligbeen bestudeerd.

## Beschrijving

### Grootte, algemene bouw en onderscheidende kenmerken

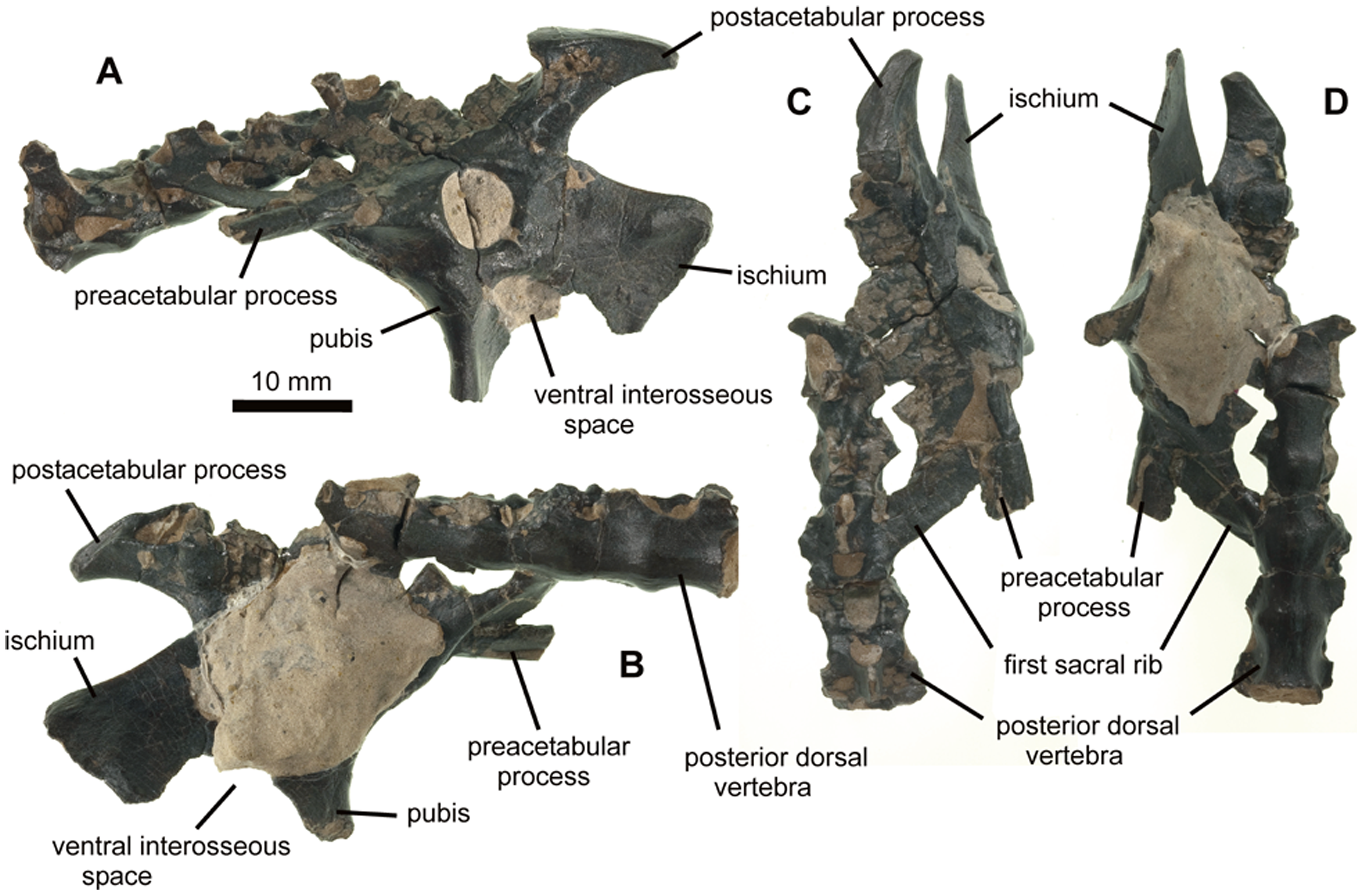
Het holotype in verschillende aanzichten

Vectidraco is een vrij kleine soort. De vleugelspanwijdte werd door de beschrijvers geschat op vijfenzeventig centimeter, de totale lichaamslengte op vijfendertig centimeter. De beschrijvers achtten het wegens de verwantschappen waarschijnlijk dat het om een tandeloze vorm gaat met een kam op de snuit.
De beschrijvers wisten drie unieke afgeleide kenmerken vast te stellen, autapomorfieën. Het heupgewricht loopt naar achteren en boven uit in een driehoekige verdieping. Deze wordt overhangen door een richel die naar achteren toe schuin naar beneden loopt. Op de voorste binnenkant van het voorblad van het darmbeen bevindt zich een ongeveer ovale enkelvoudige groeve onder een bol oppervlak gelegen. Verder toont Vectidraco een unieke combinatie van een in de hoogte verbreed bollend uiteinde van het achterblad van het darmbeen welke verbreding langer is dan het achterblad zelf met een langwerpige vorm van het achterblad.

### Skelet
Het holotype heeft een lengte van vier centimeter en een hoogte van zevenentwintig millimeter. Daarbij moet echter bedacht worden dat het voorste deel van het voorblad van het darmbeen is afgebroken; een intact bekken zou zo'n twee à drie centimeter langer zijn.

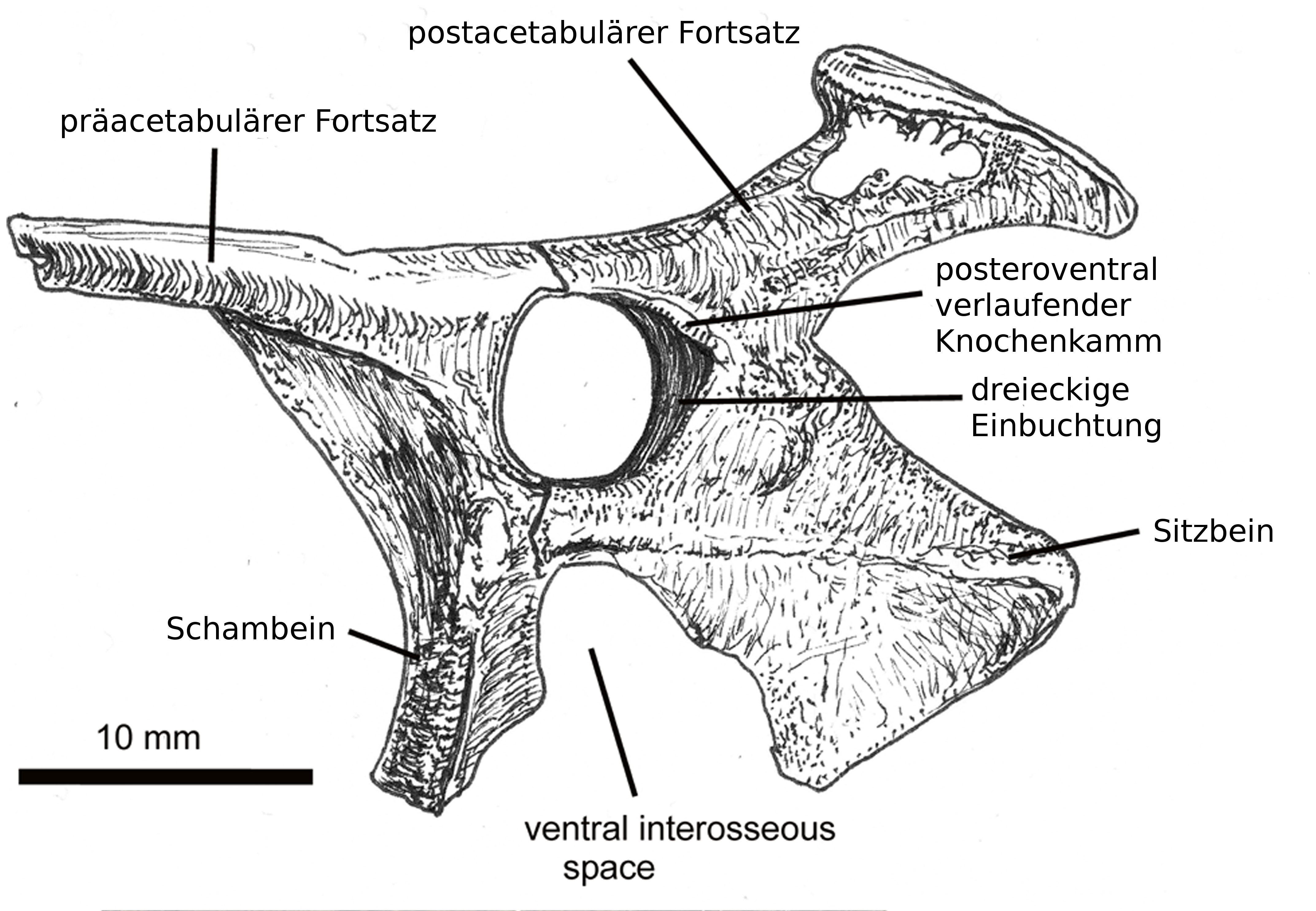
Schema van het bekken van de linkerkant bezien

Het ronde heupgewricht heeft een doorsnede van ongeveer zeven millimeter. De bovenste achterkant ervan loopt uit in een driehoekige uitholling waarvan de punt naar achteren steekt. Dit kenmerk is uniek binnen de Pterosauria. Schuin onder de punt bevindt zich een tweede, veel ondiepere, ronde uitholling. Het achterblad van het darmbeen, de processus postacetabularis, eindigt in een verticaal georiënteerde T-vorm, waarvan het hoogste punt ver boven de rest van het os ilium uitsteekt. De schacht van de T heeft een hole boven- en onderkant. De "dwarsbalk", door opvallende randen van de schacht gescheiden, heeft een lengte van twaalf millimeter. De bovenkant ervan is licht bol, wat vlak bovenaan en onderaan met een buiging overgaand in de onderkant van de schacht. Volgens een studie uit 2017 was de voorste punt van de dwarsbalk verbonden met de Musculus iliotibialis, een spier die naar het scheenbeen loopt. De schacht heeft aan de buitenzijde een ovale uitholling, net onder de dwarsbalk, en aan de binnenzijde een grote ovale uitholling achteraan en een kleine meer vooraan. Daar weer voor bevinden zich verticale richels die een honingraatstructuur vormen. Het gaat bij dit alles mogelijkerwijs om tijdens het fossiliseren in elkaar geklapte luchtkamers, wat zou wijzen op een pneumatisering van het darmbeen, een verschijnsel dat verder alleen van de niet nauw verwante Anhanguera bekend is.
Het schaambeen of os pubis heeft een holle voorrand die overdwars afgerond is; achteraan eindigt de schacht in een scherpe richel die iets aan de binnenkant gelegen is. Het afgebroken onderste uiteinde van het schaambeen toont zo een druppelvormige doorsnede. Tussen de basis van het schaambeen en het zitbeen bevindt zich een grote inkeping. Als deze niet het gevolg is van schade lijkt het een eigenschap die overeenkomt met het oorspronkelijke fenestra thyreoidea van de diapside reptielen. Dit zou men bij een geavanceerde pterosauriër echter niet verwachten en daarom gebruiken de beschrijvers de omschrijving "onderste tussen het bot gelegen ruimte". Het zitbeen of os ischii is in zijaanzicht vierkant met een wat holle bovenrand en overdwars erg dunne achter- en onderkanten. Een richel loopt van onder het heupgewricht tot in de bovenhoek van het zitbeen. De richel eindigt in een verbredend, licht uitgehold, vlak.
De achterste ruggenwervel is de langste die bewaard is gebleven, met een lengte van 10,5 millimeter. Deze wervel heeft druppelvormige groeven aan de voorste basis van het doornuitsteeksel. Het totale aantal sacrale wervels bedroeg vermoedelijk vijf. De ruggenwervel en de eerste sacrale wervel hebben een sterk geronde onderkant met een ringvormige verdikking overdwars in het midden van het wervellichaam; de meer achterste wervels zijn onderop plat. Alle bewaarde wervels hebben volgens de oorspronkelijke beschrijving ovale pneumatische foramina gelegen achter de bases van de diapofysen. Dit deel van de wervelkolom was dan gepneumatiseerd: doortrokken van luchtholten die in verbinding stonden met luchtzakken. In 2015 echter toonde een vervolgonderzoek aan dat het om openingen van de zenuwkanalen ging, wat in 2018 bevestigd werd. De voorste werveluitsteeksels zijn kort, bovenop hol en staan ver uit elkaar. De sacrale ribben zijn breed, steken schuin naar achteren en zijn vooraan sterker gescheiden dan achteraan. De eerste rib heeft groeven op de achterkant.

## Fylogenie
De beschrijvers voerden een cladistische analyse uit om de fylogenie van Vectidraco te bepalen. Door het geringe aantal gegevens bleek het echter moeilijk de positie in de stamboom precies vast te stellen, ook omdat dit de eerste analyse was die überhaupt bekkenkenmerken meenam. Vectidraco werd in de Azhdarchoidea geplaatst wegens het bezit van het hoge uitsteeksel op de achterrand van het achterblad van het darmbeen. In dat geval is het een van de kleinste bekende azhdarchoïden.

## Levenswijze
De studie uit 2018 stelde dat de grote zenuwkanalen uit het heiligbeen erop wezen dat de Azhdarchoidea sterker gericht waren op een voortbeweging door middel van de achterpoten dan bijvoorbeeld de Ornithocheiridae waar zulke kanalen relatief veel kleiner zijn.